# Günter Hiemann
Günter Hiemann (* 8. März 1930 in Leipzig; † 10. Juni 2020) war ein deutscher Generalmajor der Nationalen Volksarmee der Deutschen Demokratischen Republik. Er war langjähriger Stellvertreter CS und Chef Gefechtsstände und Automatisierung im Kommando LSK/LV und der letzte Direktor des Amtes für Luftraumkoordinierung der DDR.

## Leben
Günter Hiemann wurde als Sohn eines kaufmännischen Angestellten in Leipzig geboren. Dort besuchte er die Oberschule, legte das Teilabitur ab und erlernte von 1944 bis 1948 den Beruf eines Vermessungstechnikers. Von 1946 bis 1948 war er Mitglied der LDPD. Nach Abschluss der Berufsausbildung arbeitete er zunächst als Topograf für die SAG Wismut in Aue und Ilmenau und ab 1951 für das Landesvermessungsamt Sachsen. Mit dieser Vorbildung wurde er 1951 beim MdI als Referent in der Hauptabteilung Vermessung und Kartographie angestellt. 1955 wurde er Mitglied der SED.

### Militärische Laufbahn
1953 trat Hiemann in die bewaffneten Organe der DDR ein. Dort wurde er sofort im Bereich der Kasernierten Volkspolizei (KVP) im Topographischen Dienst der damaligen VP-Luft eingesetzt.
Beförderungen
- 20. Januar 1953 Unterleutnant (Ernennung)
- 1. Mai 1954 Leutnant
- 1957 Oberleutnant
- 1961 Hauptmann
- 1966 Major
- 1971 Oberstleutnant
- 1976 Oberst
- 7. Oktober 1979 Generalmajor (Ernennung)

### Ausbildung und erste Verwendungen
Am 20. Januar 1953 erfolgte seine Ernennung zum Unterleutnant und gleichzeitig die Bestellung zum Leiter Topographie in der damaligen Hauptverwaltung Luft (HVL). Im gleichen Jahr wurde die HVL zur Verwaltung der Aeroklubs umstrukturiert. Parallel dazu kam es zum Aufbau der sogenannten Aeroklubs, den Vorläuferverbänden der späteren 1. LVD und 3. LVD.
Er wurde ab 1956 zum Vorbereitungslehrgang eines Studiums mit anschließenden Hochschulstudium an die Militärakademie für Ingenieure der Luftstreitkräfte „Prof. N. J. Schukowski“ der UdSSR delegiert. Das Studium schloss Hiemann im September 1962 mit den akademischen Grad Dipl.-Mil. ab.

### Dienst als Stabsoffizier
Seine besonderen Fähigkeiten und der hervorragende Studienabschluss empfahlen bereits nach Rückkehr in die DDR für ihn eine höherwertige Verwendung (OF-5) als Master Controller Zentraler Gefechtsstand 14 im Kommando LSK/LV der Luftstreitkräfte der Nationalen Volksarmee.
Von 1963 bis 1972 wurde er als Abteilungsleiter Gefechtsstände und Flugsicherung ebenfalls im Kommando LSK/LV – und nach der Trennung der beiden Grundsatzgebiete bis 1975 zum Abteilungsleiter Gefechtsstände eingesetzt.
Ab 1976 wurde Oberst Hiemann zum Stellvertreter CS Kommando LSK/LV für Gefechtsstände und Automatisierung berufen. Ab diesem Zeitpunkt waren ihm die folgenden Abteilungen untergeben.
Ihm nachgeordnet wurden die Abteilungen:
- Gefechtsstände – Oberst Willumeit
- Flugsicherung – Oberst Grabe
- Mechanisierung u. Automatisierung der Truppenführung (MAT) – Oberst Hampel
- Meteorologischer Dienst – Oberst Merta

| Vorgänger: Oberst Klaus Henkes (19. – 1975) | aktuelle Besetzung Oberst Günter Hiemann (1975–1989) | Nachfolger: Oberst Willumeit (1989 – 2. Okt. 1990) |

### Dienst als General
Anlässlich des 30. Jahrestages der DDR wurde Hiemann am 7. Oktober 1979 zum Generalmajor ernannt. In der Dienststellung Stellvertreter CS Kommando LSK/LV für Gefechtsstände und Automatisierung promovierte er an der Militärakademie Friedrich Engels, Sektion Luftstreitkräfte/Luftverteidigung zum Dr. sc. mil.
Seine letzte Generalsverwendung von 1989 bis 1990 hatte Hiemann als Direktor des Amtes für Luftraumkoordinierung der DDR in Berlin-Schönefeld. Mit Auflösung der NVA wurde Hiemann mit Wirkung vom 2. Oktober 1990 entlassen.

## Orden, Ehrenzeichen und Auszeichnungen in der DDR
- Vaterländischer Verdienstorden in Silber und Bronze (1982)
- Kampforden „Für Verdienste um Volk und Vaterland“ in Gold
- Verdienstmedaille der Nationalen Volksarmee in Gold, Silber und Bronze
- Medaille der Waffenbrüderschaft in Silber
- Medaille für treue Dienste in der NVA
- Ernst-Schneller-Medaille in Gold (1984)

### Privat
Hiemann war in erster Ehe verheiratet.

## Veröffentlichungen
- Militärische Flugsicherung, Militärverlag der DDR, 1987